# 737 Arequipa
737 Arequipa eller 1912 QB är en asteroid i huvudbältet, som upptäcktes 7 december 1912 av den amerikanske astronomen Joel Hastings Metcalf i Winchester. Den har fått sitt namn efter Perus näst största stad Arequipa.
Asteroiden har en diameter på ungefär 47 kilometer.